# Loon
Loon (nacido como Chauncey Hawkins Harlem, Nueva York, EE. UU., 20 de junio de 1975) es un rapero estadounidense que forma parte del sello Bad Boy Records de P. Diddy, donde grabó su álbum de debut, Loon. También ha aparecido en muchas canciones tanto de rap como de R&B. En 2004, Loon abandonó Bad Boy para crear su propio sello, Boss Up Entertainment. Comenzó su carrera musical siendo miembro del colectivo de rap de Mase llamado Harlem World. Actualmente permanece alejado de la actividad musical luego de su conversión al Islamismo.

## Conversión al islam
Nacido como Chauncey Lamont Hawkins, decidió cambiar su nombre por el de Amir Junaid Muhadith después de su conversión al Islam. Viajó a La Meca, Arabia Saudita, el lugar más sagrado del Islam, para realizar el Umrah. Desde entonces, ha terminado su carrera en el rap, y ahora se está centrando en la búsqueda del conocimiento y al dar Dawah. El 26 de mayo de 2010, viajó a Fort McMurray, Alberta, Canadá y habló sobre su vida y por qué se convirtió al islam. Se mudó a Egipto, se casó varias veces (Nona Crowd, Bilan Farah y Faisa Shawnee) y él tiene varios niños. El 17 de noviembre de 2011, fue arrestado cuando llegó al Aeropuerto de Bruselas y fue enviado a la cárcel en Vorst. La policía belga informó que la extradición a los Estados Unidos, fue a causa de un crimen que podría haber cometido en su tierra natal, antes de su conversión al islam.

## Discografía

### Álbumes
- 2003: Loon (#6 en EE. UU.)
- 2006: No Friends
- 2006: Wizard of Harlem

### Singles
Como artista principal
- "Down For Me" (con Mario Winans) (2003) #28/19 (US R&B/Rap)
- "How You Want That" (con Kelis) (2003) #88 US
- "Show Me Your Soul" (con P. Diddy, Lenny Kravitz & Pharrell) - de Bad Boys II: Soundtrack (2004)
- "Who is Dat" (con T-Pain) (2007)

### Colaborando con otros artistas
- "Promise (So So Def Remix)" (Jagged Edge con Loon) (2000)
- "I Need A Girl (Part One)" (P. Diddy con Usher & Loon) (2002) #2 US, #4 UK
- "I Need A Girl (Part Two)" (P. Diddy & Ginuwine con Loon, Mario Winans & Tammy Ruggeri (2002) #4 US
- "I Do (Wanna Get Close To You)" (3LW con P. Diddy & Loon) (2002) #58 US
- "Hit The Freeway" (Toni Braxton con Loon) (2002) #86 US, #29 UK
- "Crazy" (Dream con Loon) (2003)
- "Young & Sexy" (Lyric con Loon) (2003)
- "Smile For Me" (Massari con Loon) (2005)
- "What You Say" Loon con Christopher (2009) - (incluye sample de "Hide and Seek" de Imogen Heap)
- "No Way Nobody" (Karl Wolf con Loon) (2009)